# Волохов Євген Павлович
Во́лохов Євге́ній Па́влович (нар. 16 жовтня 1948, Олександрівка, Вознесенський район, Миколаївська область, Українська РСР, СРСР) — головний лікар Миколаївського пологового будинку № 1 в 1985—2021 роках, заслужений лікар УРСР (1989), почесний громадянин міста Миколаєва.

## Біографія
Народився 16 жовтня 1948 року у селі Олександрівка Вознесенського району Миколаївської області.
У 1973 році закінчив лікувальний факультет Вінницького медичного інституту імені М. І. Пирогова. В 1973—1974 роках проходив інтернатуру з акушерства і гінекології у Миколаївській обласній лікарні. Після інтернатури працював лікарем акушером-гінекологом в дільничній лікарні Доманівського району, а з 1978 року — в Миколаївському міському пологовому будинку № 1. Протягом 1985—2021 років займав посаду головного лікаря лікарні.
У 2005 році Миколаївський пологовий будинок № 1, четвертим в Україні, отримав статус пологового будинку сімейного типу. За роки своєї роботи у закладі за його участі завершено будівництво корпусу гінекології, відкрито дві жіночі консультації.
Декілька разів балатувався в народні депутати Миколаївської міської ради (1998 — самовисуванець, 2006 і 2010 — Партія регіонів, 2015 — Наш край). З 2006 року був депутатом Миколаївської міської ради від Партії регіонів, з того ж року член постійної комісії з питань охорони здоров'я, материнства та дитинства.

## Інциденти
Євген Волохов неодноразово потрапляв у ДТП на своїх автомобілях Lexus та Toyota Land Cruiser. Так, у 2011 році він збив жінку на переході, у 2013 потрапив у ДТП за участю чотирьох машин, а у 2016 врізався в «Таврію», що призвело до госпіталізації водійки легкового автомобіля з сильним розсіченням надбрівної дуги, черепно-мозковою травмою та ушибу грудної клітини.
У 2008 році під час пологів померла молода породілля, після чого у 2015 році Волохову та завідувачу відділення пологового будинку № 1 було повідомлено про підозру у вчиненні кримінального правопорушення, передбаченого частиною 1 статті 140 («Неналежне виконання професійних обов'язків медичним або кодексом») Кримінального кодексу України. Згідно висновків комісійної судово-медичної експертизи встановлено, що обрана лікарська тактика надання допомоги породіллі була необґрунтованою, а її смерть можна було попередити.
У 2017 році головного лікаря було звільнено від кримінальної відповідальності у зв'язку з закінчення терміну давності. Ця постанова була винесена суддею Центрального районного суду міста Миколаєва Сергієм Чернієнком.
У 2019 році пологовий будинок № 1 став єдиною установою в Миколаєві, яка не отримала ліцензії на медичну практику від Національної служби здоров'я України. При цьому головлікар Євген Волохов самовільно ухвалив рішення витратити гроші, які міськрада виділила на покупку апарату УЗД, на придбання іншого обладнання.
На той момент Миколаївський пологовий будинок № 1 намагався отримати ліцензію в Міністерстві охорони здоров'я України вже вчетверте. За словами начальниці Управління охорони здоров'я міськради Ірини Шамрай, в Управлінні пропонували головному лікареві пологового будинку Євгену Волохову допомогу в оформленні всіх необхідних документів для отримання ліцензії, проте той відмовився.

## Нагороди
- Звання «Заслужений лікар УРСР» (1989).
- Звання «Почесний громадянин міста Миколаєва» (2006).
- Почесна грамота МОЗ України (2006, 2007 та 2015).
- Переможець конкурсу «Городянин року» в номінації «Охорона здоров'я» (2008).
- Орден «За заслуги» III ступеня (2010).
- Почесна відзнака «За заслуги перед Миколаївщиною» ІІ-го ступеня (2013)[11].